# 푸다룽
푸다룽(중국어: 富大龙, 병음: Fù Dàlóng, 1976년 3월 1일 ~ ) 또는 부대룡은 중국의 배우이다. 간쑤성 톈수이시 출신으로 베이징 영화 학원을 졸업했다. 영화 《퍼플 선셋》에서 농부 양 역, 드라마 《수당연의》에서 수 양제 역으로 출연했다. 대한민국의 만화가 이말년의 닮은꼴로도 유명하다.

## 출연작 목록

### 영화
| 연도 | 제목             | 원제         | 배역     | 비고 |
| ---- | ---------------- | ------------ | -------- | ---- |
| 1984 | 중채             | 中彩         | 샤오우   |      |
| 1986 | 소년 펑더화이    | 少年彭德怀   | 펑더화이 |      |
| 1986 | 작은 기병의 모험 | 小骑兵历险记 | 기병     |      |
| 1990 | 전쟁 자오선      | 战争子午线   | 노병     |      |
| 1996 | 여름날의 모험    | 夏日历险     | 다샤     |      |
| 1996 | 고원추색         | 故园秋色     | 샤오안   |      |
| 2000 | 퍼플 선셋        | 紫日         | 양위푸   |      |
| 2000 |                  | 监狱大转移   | 사오젠보 |      |
| 2002 |                  | 不做后悔事   | 후쯔     |      |
| 2006 | 천구             | 天狗         | 이천구   |      |
| 2006 | 찻빛 향기        | 茶色生香     |          |      |
| 2019 | 진경성           | 进京城       | 악구     |      |

### 텔레비전 드라마
- 1996년 《寇老西儿》
- 2005년 《나는 농민이다》(我是农民)
- 2009년 《주서구》(走西口) - 양만위 역
- 2010년 《신탐 적인걸 전전》(神探狄仁傑前傳) - 적인걸 역
- 2011년 《신경성사소》(新京城四少) - 톄단 역
- 2012년 《세상을 훔친 거인! 주원장》(洪武大案) - 구양윤 역
- 2012년 《대진제국 2》(大秦帝國之縱橫) - 진 혜문왕 영사 역
- 2013년 《수당연의》(隋唐演義) - 수 양제 양광 역
- 2017년 《대진제국 3》(大秦帝国之崛起) - 진 혜문왕 영사 역
- 2018년 《위대한 유산》(远大前程) - 옌화 역
- 2018년 《소말아전기》(苏茉儿传奇) - 청 태종 홍타이지 역